# Barranco Alto
Barranco Alto é um distrito do município mineiro de Alfenas. Já foi nomeado como Retiro de São João Batista do Barranco Alto. Ficava aproximadamente a 40 quilômetros da sede do município, antes da inundação do território pela águas da Represa de Furnas. Atualmente, fica a 75 quilômetros, posto que o caminho atual exige contornar a represa, passando pelos territórios de Areado e Alterosa. Faz limites com  Alterosa, Carmo do Rio Claro e com a Represa de Furnas, para o lado de Campos Gerais e Campo do Meio.

## História
O arraial do Barranco começou a se formar por volta de 1840,  nas terras de Ana Joaquina Marques, viúva de José Marques, quando surgiram as primeiras edificações, construídas por José Marques e João Marques filhos de José Marques e Ana Joaquina. Estes irmãos construíram uma capela dedicada a São João Batista. Como não havia nenhum terreno público, era impossível o crescimento do local. A fim de estimular a formação do arraial, Ana Quitéria do Nascimento doou à Igreja uma porção de terras para constituir o patrimônio. Divididos os terrenos, estes foram aforados aos primeiros moradores que iniciaram as construções. Seguindo o exemplo de Ana Quitéria do Nascimento, outros proprietários rurais aumentaram o patrimônio, com a doação de mais terrenos.Dentre os novos doadores, destacaram-se: Antônio da Silva Ferraz, Antônio Aleixo da Silva e João Alves de Lima. O nome “Barranco Alto” foi escolhido por causa das elevadas barrancas do Rio Sapucaí, então existentes no porto da freguesia. Pela lei provincial nº 2042, de 1 de dezembro de 1873 foi criado o distrito de São João Batista do Barranco Alto e, pela lei provincial nº 2087, de 24 de dezembro de 1874, foi criada a Paróquia de São João Batista do Barranco Alto,  pertencente à comarca eclesiástica de Alfenas. O “Almanach Sul-Mineiro para 1884”, editado por Bernardo Saturnino da Veiga , refere que este porto “ficava a um quarto de légua  de distância (1,5 km). A povoação está colocada no declive de uma formosa colina, mas é edificada com lamentável desordem. Tem um cemitério em mal estado, e conta 50 casas de telhas e vinte e tantas de sapé. Nenhuma aula pública existe para instrução da mocidade. Há, porém, uma escola particular com a frequência de 9 alunos. Um ribeirão que passa perto da localidade é que a abastece d’água, pois na povoação não há fontes. A freguesia não é muito tranquila, pois, infelizmente são nela frequentes os distúrbios, não sendo em pequeno número os assassinatos cometidos aí nos últimos dez anos. Talvez por estar habituado à desordem, armou-se o povo turbulento, em Agosto de 1882, e procurou criminosamente impedir os trabalhos da junta do alistamento militar, não trazendo felizmente consequências deploráveis esse condenável procedimento”.  E segue informando que, em 1884, o lugar estava em progressiva decadência, porém, há 10 anos (1874), começou a reerguer-se. Por esta época, o Padre Antônio Rocha exerceu o paroquiato por dois anos, sendo substituído pelo Padre Pascoal de Luna, que ficou lá cinco anos, sendo substituído pelo Padre Luís Cândido de Sousa, que foi pároco por dois anos. Não havia abastecimento de água no arraial, mas um ribeirão límpido que passava próximo do povoado antes de desaguar no Rio Sapucaí abastecia a população. Não havendo auxílio do governo, o aluguel das casas da povoação girava em 60% por ano, tendo a população aumentado em dez ou doze morféticos (leprosos). O patrimônio do local era de vinte alqueires, havendo bastante terra devoluta. A freguesia importava 20:000$, e a arroba era paga por 4$. Fazia divisa com os rios Sapucaí, Cabo Verde e outros córregos, atualmente alagados pela Represa de Furnas. O Cabo Verde desaguava em Barranco Alto, com todas as águas deste e de seus afluentes para o Rio Sapucaí. Em 1884, havia produção de alimentos e pouca produção de cana, café e algodão. Dos alimentos, o principal era o arroz, plantado nas grandes e planas vargens fertilizadas pelas enchentes, e pouca produção de cana, café e algodão. Hoje o café é produzido em larga escala na localidade, que ainda pertence ao município de Alfenas, e dele é separada pela Represa de Furnas, sem ligações terrestres. Relata-se no mesmo almanaque que no período de chuvas o Sapucaí erguia 16 palmos e parecia que Barranco Alto era 'uma ilha em meio de grande lago' (uma península, na verdade). Esse fato dificultava o trânsito.  Depois de narrar a dificuldade de trânsito com a cheia, o “Almanach para 1884” diz que Barranco Alto estava no centro da estrada de São Joaquim da Serra Negra (Alterosa) para Três Pontas, de Alfenas para Passos e Carmo do Rio Claro. [Estas estradas desapareceram, submersas nas águas da Represa de Furnas ]. O almanaque já falava da necessidade  de construir uma ponte sobre o Sapucaí no porto da povoação argumentando que “os viajantes para transporem o rio são forçados a se utilizarem de uma velha barca, pagando 200 réis pela passagem de cada animal”. Ainda nos dias atuais, para atravessar a Represa de Furnas, é necessário utilizar-se de balsas pagas, e, alguns estudantes são transportados até a sede do município com lanchas escolares. Saturnino da Veiga informava que “o correio do local está no trecho Alfenas-Passos, e passa de oito em oito dias. Fala-se no povoado de Mandassaia, com cinquenta casas espalhadas e distância de ¾ de légua (4,5 km). O bairro de Mandassaia existe até hoje, e lá havia uma escola rural administrada pelo mesmo dirigente da atual escola do  Barranco Alto".
 Na primeira metade do século XX, o local era administrado pelo subdelegado Virgulino Borges da Silva, que pacificou os ânimos e levou ordem ao povoado. Na década de 1940 , o arraial experimentou uma fase de desenvolvimento, chegando a contar com uma Agência dos Correios, com Agência do Banco Financial da Produção S.A., e com vários estabelecimentos comerciais, além de uma fábrica de laticínios. O transporte de mercadorias para Barranco Alto que fervilhava de gente era feito por via fluvial, através dos vapores que cortavam o Sapucaí, e por carros de boi. 

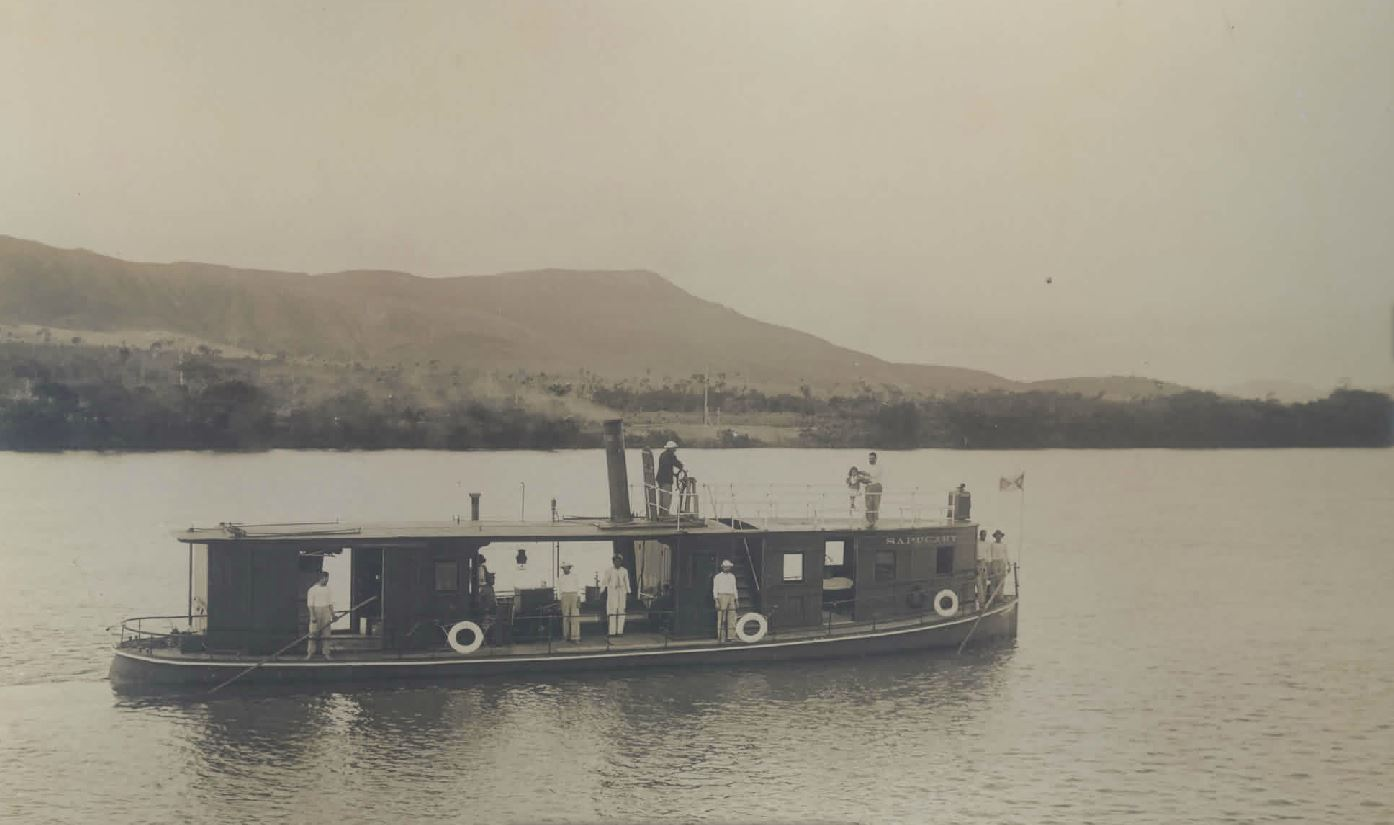
Barco a vapor no Rio Sapucaí (início do século XX).

 Havia uma linha rodoviária de  jardineiras que fazendo a linha Alfenas-Carmo do Rio Claro, por lá passava. Na segunda metade do século XX, foi instalado uma alto-falante público, pelo Padre Clodomiro de Mesquita Reis, então pároco, que divulgava as notícias, as músicas de sucesso de vários artistas (Chico Viola, Carlos Galhardo, Vicente Celestino etc.) e também hinos patrióticos. Porém, após esta fase de prosperidade, o arraial foi regredindo, em parte devido ao abandono da cultura do café e o retorno à pecuária, em parte devido ao isolamento provocado pela inundação das águas de Furnas, que causou a perda de terras e a ruína de muitos, forçando a migração de muitos moradores.  Em decorrência do decréscimo demográfico, o povoado sofreu graves consequências. Os comerciantes encerraram suas atividades por falta de consumidores e o Banco Financial fechou a sua agência. O mesmo aconteceu com o Correio e Barranco Alto foi rapidamente se transformando em um local abandonado. Somente no final do século XX Barranco Alto iniciou a exploração de seu potencial turístico ligado à represa, com muitos pesqueiros e alguns hotéis-fazenda. Na atualidade, Barranco Alto tem posto de saúde, igrejas, cartório, posto do correio, mercearias, padarias, bares, restaurante e escola que atende a Educação Infantil, Ensino Fundamental completo e Ensino Médio. De acordo com o IBGE, Barranco Alto, em 2010, tinha 1.157 habitantes, sendo 382 na zona urbana e 775 na zona rural, um número bastante inferior aos dados do século XIX.  O isolamento geográfico repercute numa força política pequena, devida ao baixo porcentual populacional em relação ao município sede. Por isso, somente em 2012, o distrito recebeu asfaltamento de suas vias públicas. Os alunos que necessitam ir às escolas de Alfenas são servidos por lanchas escolares que os levam diariamente. Comentando sobre povoações do sul de Minas Gerais que poderiam ter se tornado cidades e não chegaram a isto, Otávio Luciano Camargo Sales de Magalhães, fala que “as  hipóteses sobre a não transformação dessas unidades em municípios, como ocorreu com localidades formadas mais de um século depois, podem ter várias explicações, como o fim da expansão ferroviária, a localização geográfica não privilegiada de cada distrito e o alagamento da represa de Furnas nos anos 60, assuntos que devem ser explorados em outras pesquisas”.